# Shahr-e Bābak (kommunhuvudort i Iran)
Shahr-e Bābak (persiska: شهر بابک) är en kommunhuvudort i Iran.   Den ligger i provinsen Kerman, i den centrala delen av landet, 700 km sydost om huvudstaden Teheran. Shahr-e Bābak ligger 1 846 meter över havet och antalet invånare är 52 409.
Terrängen runt Shahr-e Bābak är en högslätt.Runt Shahr-e Bābak är det mycket glesbefolkat, med 7 invånare per kvadratkilometer. Shahr-e Bābak är det största samhället i trakten. Trakten runt Shahr-e Bābak är ofruktbar med lite eller ingen växtlighet.